# Richard Scheerer
Richard Scheerer (* 29. Juni 1887 in Tuttlingen; † 18. Oktober 1982 in Lahnstein) war ein deutscher Augenarzt sowie Hochschullehrer.

## Leben
Scheerer studierte nach dem Abitur Medizin an den Universitäten München, Tübingen, Berlin sowie Freiburg. In Tübingen wurde er Mitglied der Studentenverbindung Normannia.  Das Studium schloss er 1913 mit dem Erwerb des akademischen Grades eines Dr. med. ab. Nach Assistenzjahren kombiniert mit einer Ausbildung zum Augenarzt habilitierte Scheerer sich 1921 in Tübingen als Privatdozent für Augenheilkunde.
1926 erfolgte dort seine Bestellung zum außerordentlichen, 1934 zum ordentlichen Professor der Augenheilkunde. Zusätzlich war er Direktor der Städtischen Augenabteilung am Katharinenhospital in Bad Cannstatt.
Scheerer befasste sich insbesondere mit den Gefäßerkrankungen der Netzhaut sowie der Anatomie des kurzsichtigen Auges.
Im Jahr 1926 wurde er mit dem nach Albrecht von Graefe benannten von Graefe-Preis ausgezeichnete.

## Schriften
- Über die Geschwülste der Meibomschen Drüsen und über die Therapie der Lidgeschwülste im allgemeinen, Dissertation. Stuttgart 1913
- Mit Bruno Fleischer: Beitrag zur Histologie der primären Sehnerventumoren (Gliomatose des Sehnerven?). Springer 1920
- Zur pathologischen Anatomie der Netzhautzentralgefäße bei der sogenannten Thrombose der Zentralvene und Embolie der Zentralarterie mit besonderer Berücksichtigung ihrer Beziehungen zu anderweitigen Veränderungen am Sehnervenkopf bei Glaukom und verwandten Zuständen. Springer 1923
- Konstitution und Augenhintergrund. In: Klinische Monatsblätter Für Augenheilkunde: Band 97. 1936
- Allgemeine physikalisch-diätetische Behandlungen bei Augenkranken. In: Hippokrates 44, 1937
- Zur Entstehung der hochgradigen Kurzsichtigkeit, besonders zwischen exzessiver Myopie und Mikrophthalmus. In: Klinische Monatsblätter Für Augenheilkunde: Band 99, 1937